# Rudolf Wiegmann

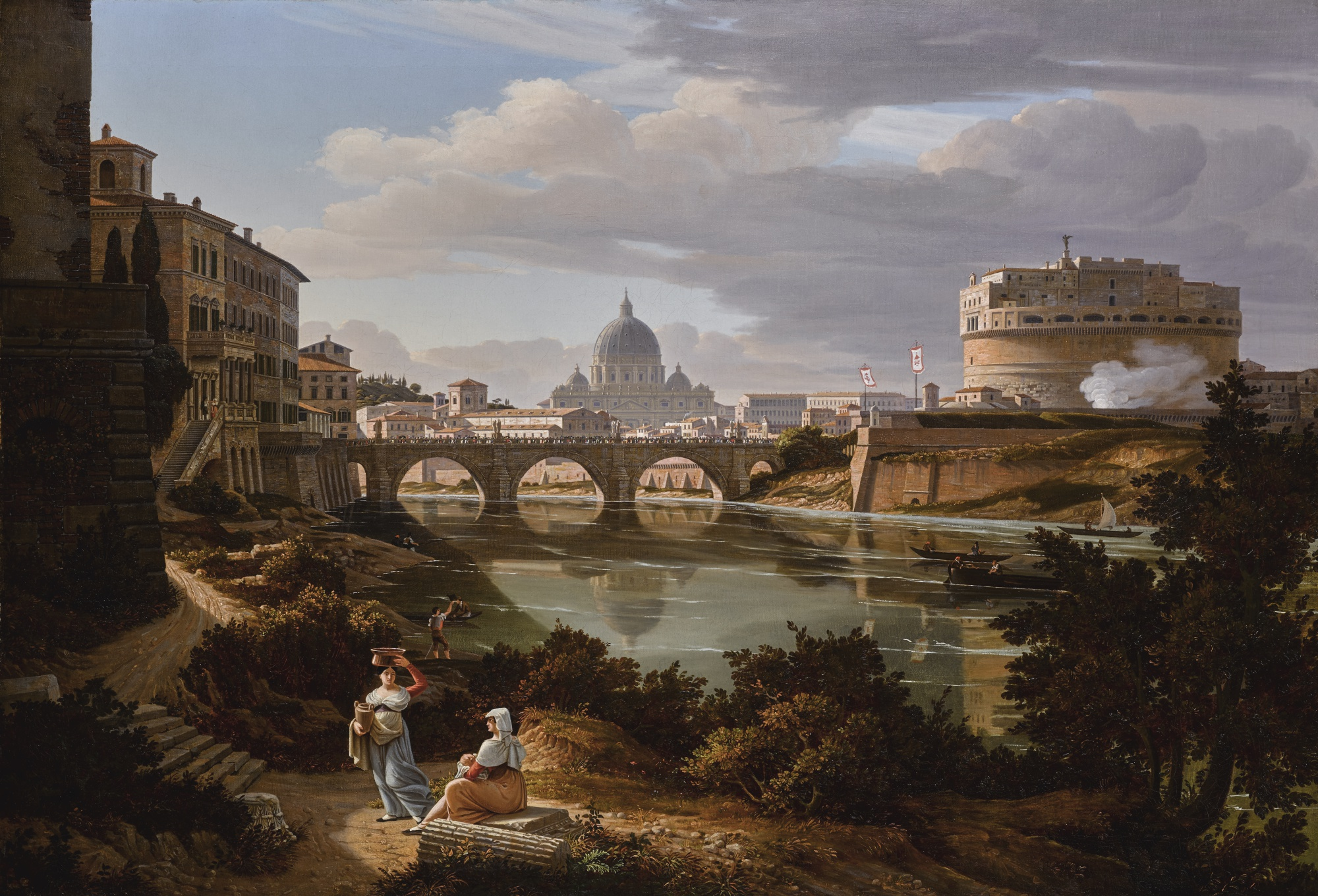
Rom, Aussicht auf den Tiber nach Süden mit dem Kastell S. Angelo und der Basilika St. Peter, Ölgemälde 1834.

Rudolf Wiegmann (* 17. April 1804 in Adensen, jetzt Gemeindeteil von Nordstemmen; † 17. April 1865 in Düsseldorf; alternative Vornamens-Schreibweise: Rudolph Wiegmann; vollständiger Name: Heinrich Ernst Gottfried Rudolf Wiegmann) war ein deutscher Archäologe, Kunsthistoriker, Maler, Zeichner und Architekt am Übergang vom Klassizismus zum Romantischen Historismus. Er wurde als Architekturmaler von Veduten in Ölbildern, Aquarellen und Zeichnungen bekannt. Er wirkte als Grafiker, Radierer, Lithograf, Illustrator und Kunstschriftsteller.
Wiegmann arbeitete als Professor und Sekretär an der Düsseldorfer Kunstakademie. Er gehörte zum Milieu der Düsseldorfer Malerschule, war Mitglied des Düsseldorfer Künstlervereins Malkasten und wirkte als Sekretär des Kunstvereins für die Rheinlande und Westfalen.
Er war Ehemann der Malerin Marie Wiegmann geb. Hancke.

## Leben

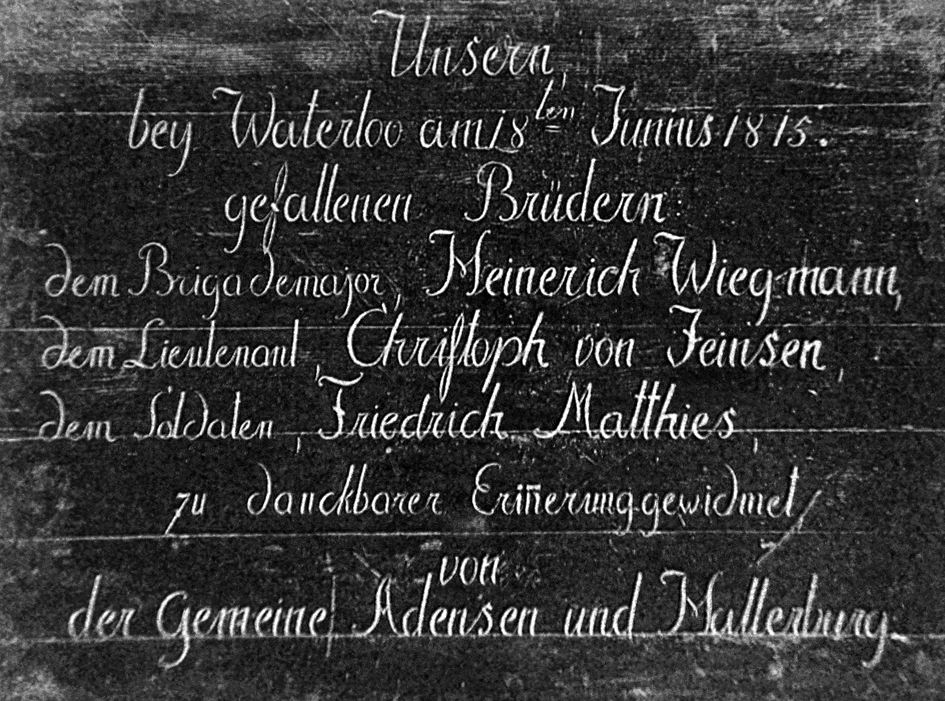
Auf dieser Gedenktafel wird auch der Vater von Rudolf Wiegmann genannt.

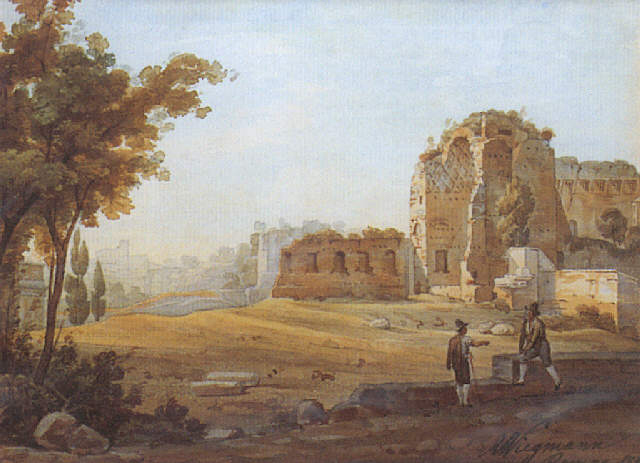
Blick auf das Forum Romanum, Aquarell von Rudolf Wiegmann 1832

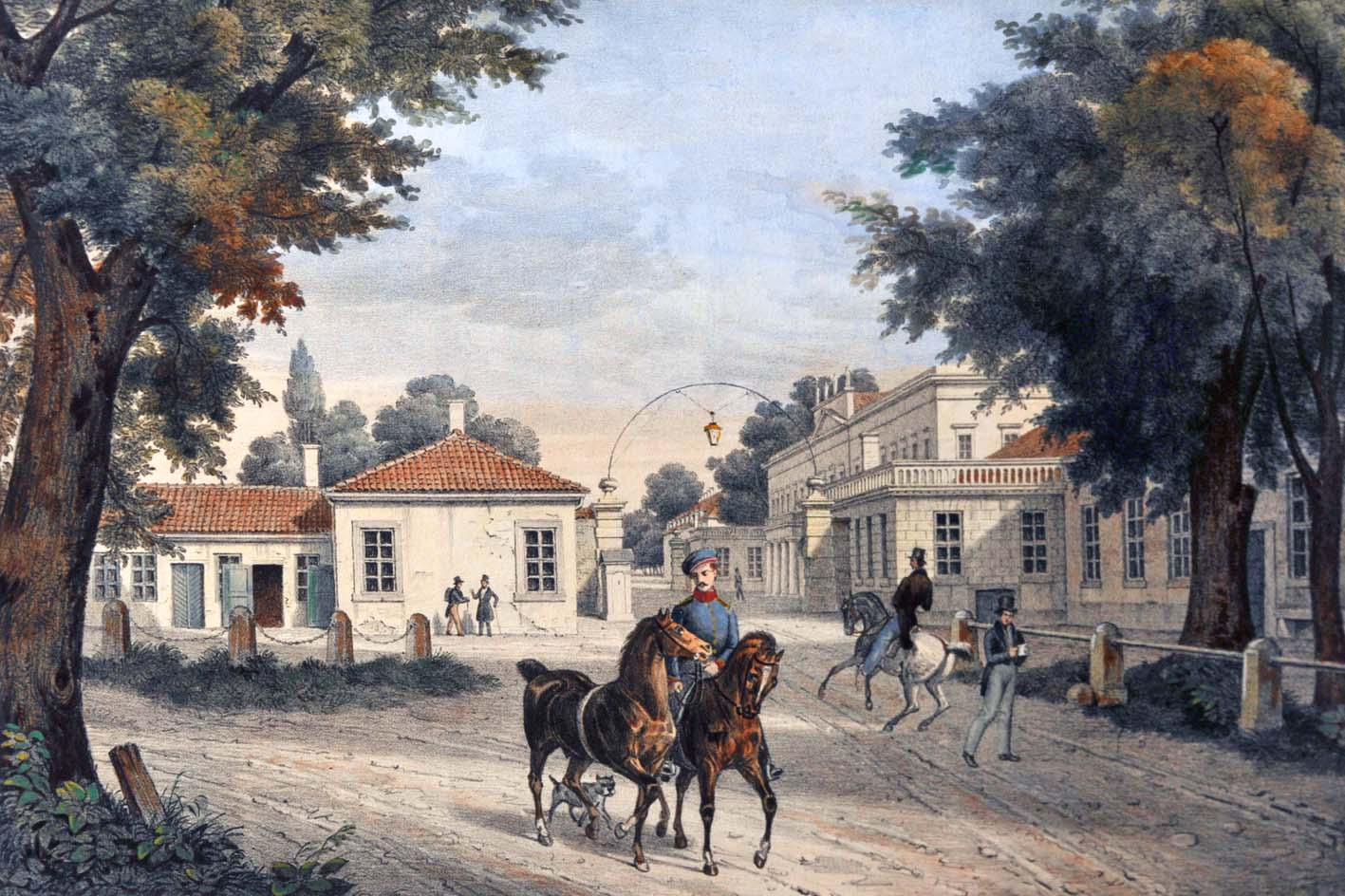
Das Schloss zu Herrenhausen. Kolorierte Lithografie von Rudolf Wiegmann 1834.

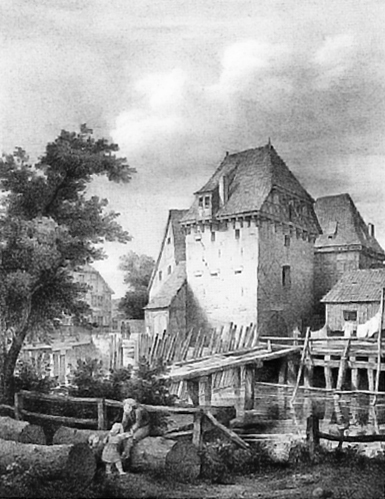
Der Wasserturm in Hannover. Lithografie „Der Wasserthurm“ von Rudolf Wiegmann 1835.

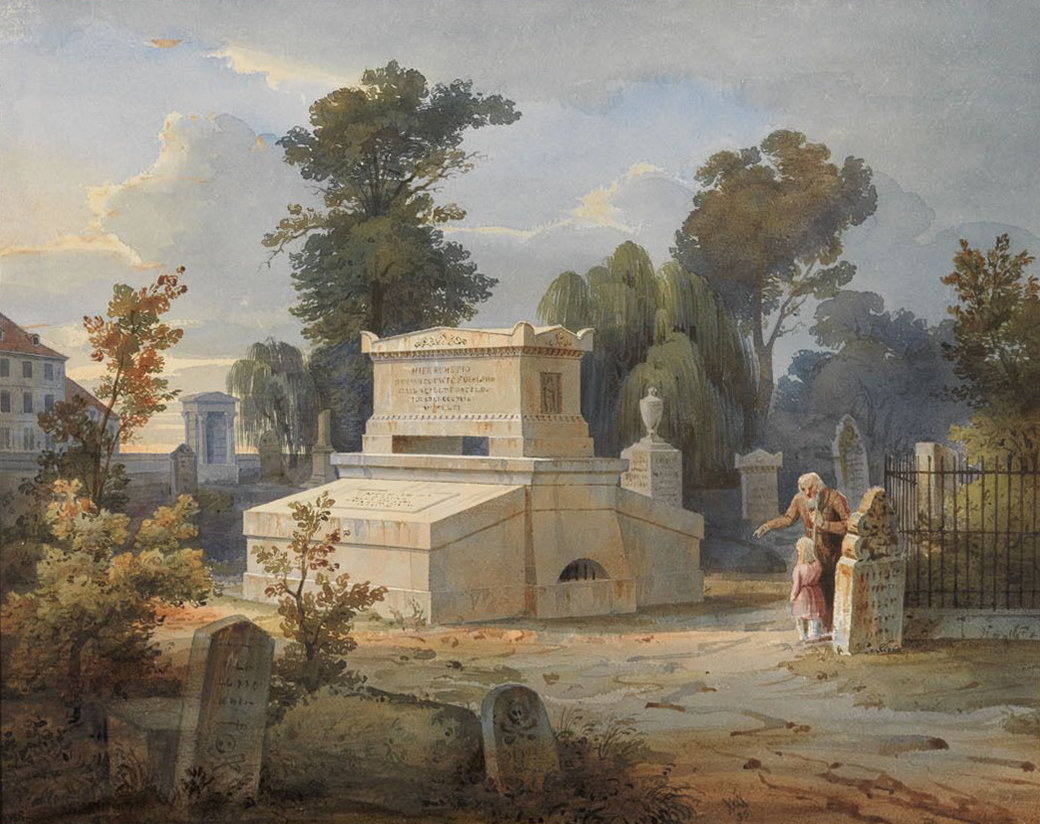
Das Grab des Lederfabrikanten Söhlmann auf dem St.-Nicolai-Kirchhof in Hannover. In dem Aquarell von 1835 zeigt Rudolf Wiegmann seinen eigenen klassizistischen Entwurf für den Überbau des Grabgewölbes, der unter seiner Aufsicht gebaut wurde. Das Aquarell vermittelt die romantische Auffassung vom Friedhof als einem Ort, an dem sich der Mensch des nahenden Todes bewusst wird (Memento Mori).

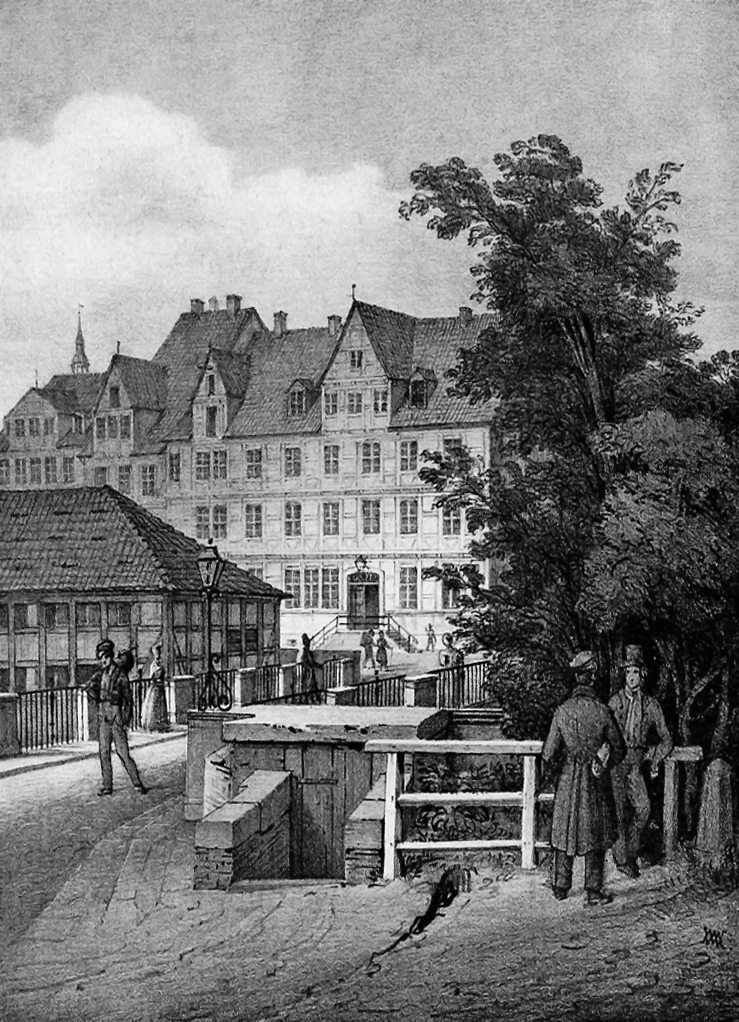
Gebäude der früheren London-Schenke. Lithografie von Rudolf Wiegmann 1835.

Rudolf Wiegmann war Sohn des Leutnants Heinrich Wiegmann vom zehnten Infanterieregiment und seiner Ehefrau Johanne Dorothee Wiegmann geb. Becker(n), die zuvor am 7. August 1803 in Adensen geheiratet hatten. Rudolf Wiegmann wurde am 4. Mai 1804 in Adensen getauft. Die Paten waren sein Großvater Hauptmann Wiegmann, der Hauptmann Hamelberg, der Senator Toppius aus Eldagsen und der älteste Bruder seiner Mutter Friederich Becker. Der Großvater Johann Christoph Becker war 1773–1815 Besitzer der Rosenmühle in Adensen; dort wohnten auch die Großeltern Wiegmann.
Als Kind besuchte Rudolf Wiegmann mit seinen Eltern und Großeltern sonntags den Gottesdienst in Adensen in der St.-Dionysius-Kirche. Der gotische Baustil dieser Kirche hinterließ bei ihm in seiner Kindheit einen tiefen Eindruck. Jahre später studierte er Architektur, und in den Jahren 1829 bis 1842 veröffentlichte er verschiedene Werke über den gotischen Baustil und den zugehörigen Spitzbogenstil. Sein Jugend- und Studienfreund war der spätere Hannoversche Maler und Stadtarchitekt August Heinrich Andreae (* 4. Dezember 1804; † 6. Januar 1846), den er schon als Kind kennenlernte. Heinrich Wiegmann baute den beiden eine kleine Sternwarte, damit die Freunde Sterne beobachten und ihre Bahn berechnen konnten.
Sein Vater Heinrich Wiegmann schloss sich nach der am 5. Juli 1803 erfolgten Auflösung der Armee des Kurfürstentums Hannover dem 2. leichten Bataillons der Königlich Deutschen Legion in England an, wo er den Rang eines Hauptmanns (Brigade-Major, Capitain) erreichte. In der Schlacht bei Waterloo fiel er am 18. Juni 1815 als Adjutant des Brigade-Kommandeurs Georg Carl August du Plat. Seine Witwe erhielt von dem King’s German Legion Unterstützungs-Committee eine monatliche Witwenrente. Seinerzeit war Rudolf Wiegmann elf Jahre alt.
Da Rudolf Wiegmann nicht in Adensen konfirmiert wurde, muss die Familie Wiegmann während seiner Kindheit aus Adensen fortgezogen sein. Der Grund liegt wahrscheinlich darin, dass sein Großvater Johann Christoph Becker im Jahr 1815 die Rosenmühle mit ihren Wohnhäusern verkauft hat und die Familienmitglieder daraufhin ihren Wohnsitz wechseln mussten.
Schon früh interessierte sich Rudolf Wiegmann für Architektur, Mathematik und Astronomie. Er besuchte das Ratsgymnasium (damals Lyceum genannt) in Hannover.
Rudolf Wiegmann erhielt in Hannover bei dem Oberlandbaumeister Conrad Friedrich Wedekind eine erste Unterweisung in der Architektur. Durch Privatunterricht erweiterte er seine mathematischen Kenntnisse. Ab 1823 besuchte er zusammen mit August Heinrich Andreae die Georg-August-Universität Göttingen und studierte Geschichte, Naturwissenschaft, Kunstwissenschaft und Archäologie. Er schreibt, dass ihn vor allem die begeisternden Vorlesungen von Karl Otfried Müller anzogen und ihn mit regem Interesse an der Geschichte der antiken Kunst erfüllten. Seine eigentliche künstlerische Ausbildung erhielt er nach dem Studium in Darmstadt bei dem Oberbaurat Georg Moller.
Seinerzeit galt ein mehrjähriger Studienaufenthalt in Rom als wesentliche Ergänzung zum Hochschulstudium und als wichtige Vorbereitung für den beruflichen Aufstieg. Friedrich Noack berichtete in seinem Buch Das Deutschtum in Rom seit dem Ausgang des Mittelalters, dass in der Zeit der Romantik, die 35 Jahre dauerte, allein etwa 1200 deutsche Künstler eine solche Studienreise nach Rom angetreten haben. Damals war die deutsche Künstlerkolonie in Rom ein wesentliches Zentrum der deutschen Forschung und ein wichtiger Treffpunkt der deutschen Künstler, Architekten und Wissenschaftler und ermöglichte so das Kennenlernen der bedeutenden Persönlichkeiten, die in den deutschen Kleinstaaten Rang und Namen besaßen.
Georg Moller hatte in den Jahren 1807–1809 eine solche Studienreise nach Rom unternommen und bestärkte Rudolf Wiegmann in der Absicht, sein Wissen über die Antike durch praktische Studien in Rom zu ergänzen, zumal das Deutsche Archäologische Institut Instituto di Corrispondenza Archeologica am 2. Januar 1829 in Rom zu arbeiten beginnen sollte und ihm bei seinen archäologischen Forschungen und Ausgrabungen behilflich sein konnte. Eine der Hauptaufgaben sollte für Rudolf Wiegmann die Erforschung der vor kurzem bei den Ausgrabungen in Pompeji entdeckten antiken Wandmalereien sein, die 1826 durch das Buch Neu entdeckte Wandgemälde in Pompeji in 40 Steinabdrücken von Wilhelm Zahn in den Mittelpunkt des wissenschaftlichen Interesses getreten waren.
Deshalb unternahm Rudolf Wiegmann eine Studienreise in die deutsche Künstlerkolonie von Rom. Von 1828 bis Sommer 1832 studierte er dort die Architektur des Altertums und späterer Epochen. Auch beschäftigte er sich mit den Wandmalereien in Pompeji und widmete sich archäologischen Ausgrabungen. August Kestner, Gesandter des Königreichs Hannover in Rom, gestattete seinem Landsmann Wiegmann, zu Forschungs- und Übungszwecken ein Zimmer seiner Dienstwohnung im pompejanischen Stil auszumalen. Andreas Andresen schrieb 1872: „Die mannigfache Berührung, in welche er dort mit den bedeutendsten Männern seines Faches kam, konnte nicht verfehlen, dem lebhaften Interesse, das er von jeher überhaupt an der bildenden Kunst genommen hatte, neue Nahrung zu geben. Zunächst fesselte ihn besonders ein Gegenstand, der zu der Architektur in naher Beziehung stand, die damals von München aus angeregte Untersuchung der eigentlichen Natur der antiken Wandmalerei, wie sie in Pompeji vorgefunden wurde. Nach mühevollen Forschungen und Versuchen brachte der die Frage, welche die Archäologen von Caylus an bis zu Raoul-Rochette herab fast ein Jahrhundert lang beschäftigt hatte, zum vollständigen Abschluss.“ Das Ergebnis seiner Studien in Pompeji beschrieb er 1836 in dem Buch Die Malerei der Alten in ihrer Anwendung und Technik: insbesondere als Decorationsmalerei.
Nach seiner Rückkehr nach Hannover im Jahr 1832 malte er Veduten in Öl mit Motiven aus Italien und detailgenaue Aquarelle von Bauwerken. Die einzige architektonische Arbeit von ihm, die er in Hannover hinterließ, ist der Überbau eines Grabgewölbes für den reichen Bürger Söhlmann auf dem St. Nicolai-Kirchhof. Außerdem schuf er Ansichten von Hannover und Herrenhausen in Zeichnungen, Aquarellen, Lithografien, Radierungen und Ölgemälden. Im Jahr 1835 gab er ein Album von Hannover mit romantischen Ansichten auf sechs Lithographien und einem Umschlagbild heraus, die er von 1834 bis 1835 gezeichnet und lithographiert hatte.
Er beteiligte sich an dem von seinem Freund Bernhard Hausmann am 3. Mai 1832 gegründeten Kunstverein Hannover und in den Jahren 1834–1838 und manchmal auch später an dessen Ausstellungen. Zusammen mit seinem Freund August Heinrich Andreä war er Mitglied im Schiedsgericht für die Zulassung von Werken zur Ausstellung des Kunstvereins.
Seinerzeit waren die Ausstellungen der deutschen Kunstvereine Verkaufsausstellungen, in denen die Künstler ihre neuen Werke vorstellten. Die Kunstvereine kauften bei der Ausstellung verschiedene Werke an und verlosten sie bei ihrer Generalversammlung unter denen, die vorher Aktien des Kunstvereins erworben hatten. Sie präsentierten ihre zur Verlosung angekauften Werke aber auch in Ausstellungen anderer Kunstvereine. So zeigte der Hannoversche Kunstverein 1873 das von ihm zur Verlosung angekaufte Gemälde Vornehme englische Frau aus dem 15. Jahrhundert von Rudolf Wiegmanns Witwe Marie Wiegmann in der 183. Kunstausstellung des Oldenburger Kunstvereins. Da die Besucher der Ausstellungen aber auch Gemälde bekannter Maler sehen wollten, mussten die Kunstvereine zusätzlich Leihgaben aus Galerien ausstellen.
Rudolf Wiegmann hatte sich in Hannover eine sehr angenehme gesellschaftliche Stellung verschafft, innige Freundschaft verband ihn mit Bernhard Hausmann, August Heinrich Andreae und Georg Osterwald. Da Rudolf Wiegmann aber in Hannover keine Anstellung fand, übersiedelte er 1835 nach Düsseldorf. Hier studierte er Architektur und Malerei an der Düsseldorfer Kunstakademie. Nach seiner Buchveröffentlichung Die Malerei der Alten in ihrer Anwendung und Technik: insbesondere als Decorationsmalerei entstand ein lebhafter Disput mit dem Architekten Leo von Klenze, der Wiegmanns Ergebnisse in seiner Erwiderung Aphoristische Bemerkungen auf einer Reise in Griechenland teilweise bestritt. Rudolf Wiegmann antwortete darauf 1839 mit seiner Schrift Der Ritter Leo von Klenze und unsere Kunst.
Rudolf Wiegmann erteilte von 1836 an interimistisch den architektonischen Unterricht an der Düsseldorfer Kunstakademie und war dort von 1839 bis zu seinem Tode 1865 Professor für Baukunst und Perspektive. Dadurch wurde er preußischer Beamter. In diesem Lehramt war er Nachfolger von Karl Friedrich Schäffer, der es ab 1805 bekleidet hatte und 1837 verstorben war. Nach dem Lehrplan unterrichtete Wiegmann an der Akademie
- in der Elementarklasse die Projektionslehre, verbunden mit Übungen im Linearzeichnen als Vorbereitung zu der Lehre von der Perspektive, beides zusammen je nach Fähigkeit der Schüler wöchentlich vier Stunden,
- in der Vorbereitungsklasse Anfangsgründe der Baukunst, Lehre von den Säulen-Ordnungen und Übungen im Bauzeichnen, nach Bedürfnis wöchentlich zwölf Stunden; die Lehre von den Konstruktionen in Holz, Stein und Metall wöchentlich zwei Stunden; Anleitung zur architektonischen Komposition und zur Anfertigung von Bauanschlägen wöchentlich zwei Stunden; allgemeine Geschichte der Baukunst wöchentlich eine Stunde; sowie die Lehre von den beim Bauen gebräuchlichsten Maschinen und Anleitung zur Dekoration innerer Räume,
- in der dritten Klasse die Erfindung von Bauplänen und die Veranschlagung der Kosten u. a.

Zusätzlich erteilte er den Handwerkern sonntags einen zweistündigen unentgeltlichen Unterricht im Linearzeichnen.
Die Kunstakademie in Düsseldorf, an der Rudolf Wiegmann unterrichtete, befand sich von 1821 bis zum Brand 1872 im ehemaligen Galeriegebäude des kurfürstlichen Schlosses. Im Erdgeschoss waren die Bibliothek, Wohnungen und Arbeitsräume untergebracht. Die Ateliers der Professoren befanden sich im ersten Obergeschoss. Weitere Arbeitsräume und der Raum der Landschaftsklasse lagen im zweiten Obergeschoss.
In den Jahren 1846 bis 1865 führte Rudolf Wiegmann auch das akademische Sekretariat der Kunstakademie Düsseldorf. Dadurch wurde er zu einem engen Mitarbeiter des Direktors der Düsseldorfer Kunstakademie Wilhelm Schadow. Rudolf Wiegmann musste täglich zu einer bestimmten Stunde im Sekretariatszimmer anwesend sein und die folgenden Aufgaben wahrnehmen:
- Die Korrespondenz führen und archivieren,
- Protokolle anfertigen,
- Schülerlisten, Zeugnisse und Matrikel herstellen sowie
- Programme und Bekanntmachungen veröffentlichen.

In dem Jahr 1829 hatte Rudolf Wiegmann in einer Veröffentlichung im Kunstblatt Nr. 10 die Auffassung vertreten, dass die Architekten ihre Gebäude im Rundbogenstil der Romanik bauen sollten. Er schrieb 1841 in der Allgemeinen Bauzeitung. dass der romanische Baustil wegen der Möglichkeit zur freien Baukörperkomposition in besonderer Weise zur Erzielung malerischer Licht-Schatten-Wirkungen geeignet sei.

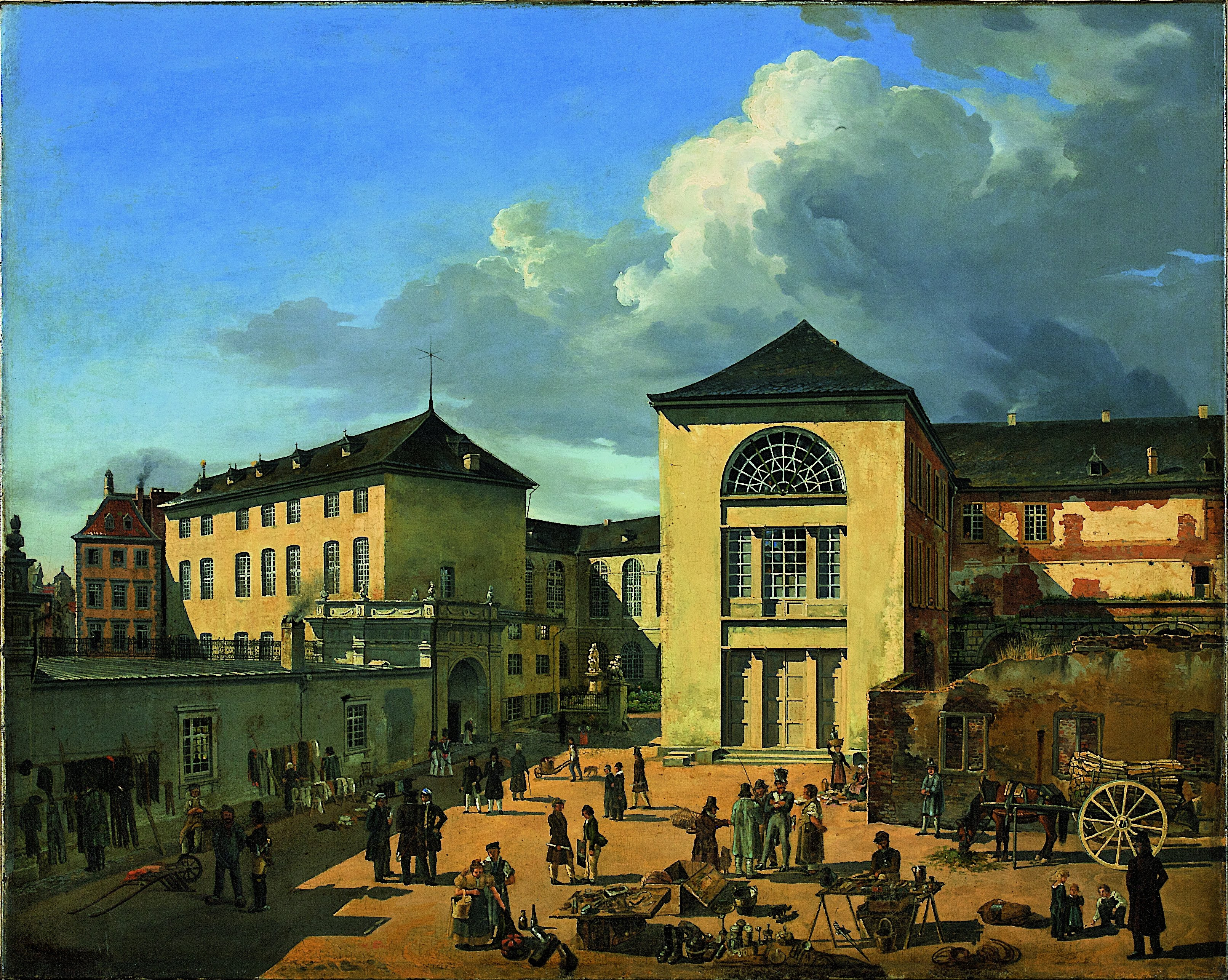
Die Kunstakademie in Düsseldorf im ehemaligen Galeriegebäude des kurfürstlichen Schlosses. Der sechzehnjährige Akademieschüler Andreas Achenbach malte das Ölgemälde 1831 in zwei Monaten vom Fenster seiner elterlichen Wohnung aus. Er hat sich selbst in der Mitte des Vordergrundes mit einer Zeichenrolle abgebildet.

Damit gehörte Rudolf Wiegmann zusammen mit Heinrich Hübsch zu den Wegbereitern der Neuromanik. Im Mai 1838 hatte er die Gelegenheit, seine Vorstellungen in Entwürfen für den Neubau der Apollinariskirche auf dem Apollinarisberg oberhalb der Stadt Remagen zu konkretisieren.
Der Freiherr Franz Egon von Fürstenberg-Stammheim ersteigerte im August 1836 den Apollinarisberg nebst Herrenhaus, Pächterwohnung, Nebengebäude, Ländereien und der säkularisierten romanischen Kirche. In einer Baubesprechung am 2. April 1838 mit seinem Freund Wilhelm Schadow und mit Rudolf Wiegmann beschloss Franz Egon von Fürstenberg-Stammheim den Abriss der baufälligen romanischen Kirche und einen stattlichen Neubau, für den Rudolf Wiegmann und Ernst Friedrich Zwirner Entwürfe vorlegen sollten.
Rudolf Wiegmann plante daraufhin 1838 den Bau einer neuromanischen Kirche, während Ernst Friedrich Zwirner, der die Bauarbeiten am gotischen Kölner Dom leitete, den Entwurf für eine neugotische Kirche vorlegte. Seinerzeit galt die Neuromanik im katholischen Rheinland als protestantischer Baustil, während die Neugotik hier als ein katholischer Baustil angesehen wurde. Der Katholik Franz Egon von Fürstenberg-Stammheim entschied sich deshalb für den neugotischen Entwurf von Ernst Friedrich Zwirner und erteilte ihm den Bauauftrag. Die Apollinariskirche sollte den protestantischen Preußen, die das katholische Rheinland besetzt hielten, unmissverständlich zeigen, dass der Adel im Rheinland sehr wohl in der Lage sei, einen eigenständigen Baustil zu pflegen.
Dennoch begann für Rudolf Wiegmann im Jahr 1838 die Laufbahn als Düsseldorfer Architekt: Er baute im selben Jahr das Wohnhaus von Wilhelm von Schadow am Flinger Steinweg, der jetzigen Schadowstraße, das später Andreas Achenbach gehörte. Als Nachfolgebau befinden sich heute in der Schadowstraße die Schadow-Arkaden.

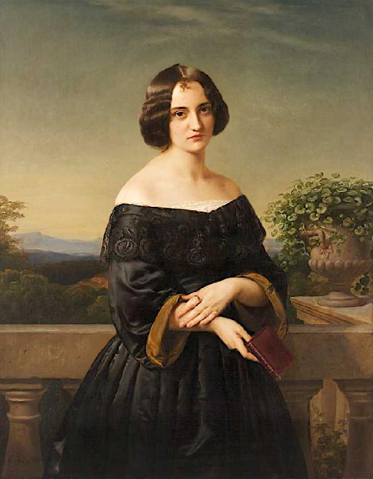
Marie Wiegmann im Alter von 25 Jahren, 1845 gemalt von Karl Ferdinand Sohn

Im Jahr 1841 heiratete Rudolf Wiegmann die Malerin Marie Hancke. Aus der Ehe gingen drei Kinder hervor: die Tochter Klara (* 1842), der Sohn Arnold (* 1846) und der Sohn Walter (* 1861), der nur vier Jahre alt wurde.
1839 entwickelte Rudolf Wiegmann eine neuartige Konstruktion für Dachverbindungen und veröffentlichte sie in dem Buch Über die Construction von Kettenbrücken nach dem Dreieckssystem und deren Anwendung auf Dachverbindungen. Dasselbe System wurde allerdings nahezu gleichzeitig auch von dem französischen Eisenbahningenieur Camille Polonceau (1813–1859) erfunden und auch sogleich beim Bau von Bahnsteighallen der Paris-Versailler Eisenbahn angewendet. Infolgedessen wurde Wiegmanns Dachkonstruktion international unter dem Namen Polonceau-Dach oder französisches Dach bekannt. Im Gegensatz zu Polonceau hatte Wiegmann in seiner Schrift allerdings auch eine ansatzweise Berechnungstheorie für seine Dachkonstruktionen mitgeliefert, eine Theorie, die auf Anregungen durch das Knotensystem Mollers zurückging und auf die spätere Fachwerktheorie Karl Culmanns und Johann Wilhelm Schwedlers (1851) vorauswies. Das Wiegmann-Polonceau-Dach sollte zu einem der erfolgreichsten Dachkonstruktionssysteme der zweiten Hälfte des 19. Jahrhunderts werden und wird bis heute gelegentlich verwendet. Das System beruht auf der Verwendung eines durch Stahlseile unterspannten Balkens als Sparren.
1842 schlug Rudolf Wiegmann im Anhang seines Buches Über den Ursprung des Spitzbogenstils die Bildung eines ganz Deutschland umfassenden Vereins für die Geschichte der mittelalterlichen Baukunst vor. Zahlreiche Persönlichkeiten (unter anderen Sulpiz Boisserée, Ludwig Hoffstadt, Heinrich Hübsch, Georg Moller, Johann Claudius von Lassaulx, Ludwig Puttrich, Ferdinand von Quast, Chr. Schmidt, Karl Schnaase und Friedrich August Stüler) waren bereit, im Verein mitzuwirken, aber die Gründung des Vereins scheiterte an der Verweigerung der beantragten Portofreiheit. Schon 1837 war ein ähnliches Vorhaben von Johann Claudius von Lassaulx missglückt.
1838/39 bis 1865 war er Mitglied des Ausschusses und des Verwaltungsrates des Düsseldorfer Kunstvereins (= Kunstverein für Rheinland und Westfalen) und 1842 bis 1864 auch dessen Sekretär. In seiner Funktion als Sekretär war er zuständig für den Briefwechsel des Vereins, für die Protokolle der Verhandlungen und für die öffentlichen Bekanntmachungen. Als Mitglied des Ausschusses und des zehnköpfigen Verwaltungsrates besaß er einen großen Einfluss auf die Vergabe, Gestaltung und Durchführung der vom Kunstverein mitfinanzierten Kunst- und Architekturprojekte im Rheinland und in Westfalen, auf den Ankauf von Kunstwerken für die öffentliche Hand und auf den Kauf von Kunstwerken, die bei den Generalversammlungen unter den Aktionären des Vereins versteigert werden sollten.
1844/45 bis 1865 war er Herausgeber und Mitautor der auf seine Veranlassung hin gegründeten Vereinszeitschrift Correspondenzblatt für den Kunstverein für die Rheinlande und Westphalen. Diese Zeitschrift entsprach mehr einer Kunstzeitschrift als einem Mitteilungsblatt für die Aktionäre des Kunstvereins und enthielt auch Aufsätze zur zeitgenössischen Kunst sowie Informationen über die Geschichte und die Arbeit des Kunstvereins.

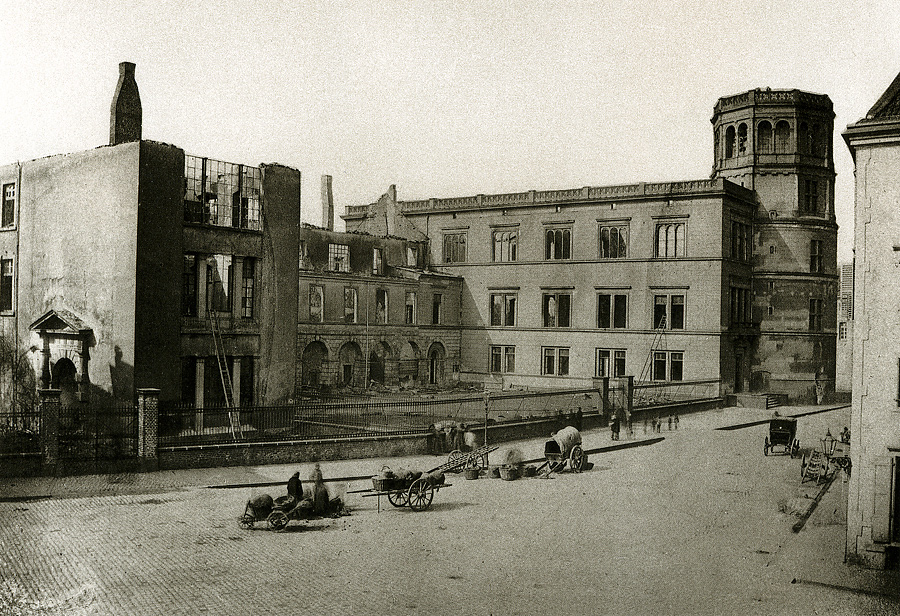
Der von Rudolf Wiegmann entworfene renaissancehafte Wiederaufbau des 1795 zerstörten Düsseldorfer Schlosses nach dem Brand von 1872

1845 wurde der Grundstein für den Wiederaufbau des 1795 zerstörten Düsseldorfer Schlosses gelegt. Zusammen mit Friedrich August Stüler konzipierte Wiegmann einen Bau in den Formen der Neorenaissance und griff damit Formen des Renaissance-Baumeisters Alessandro Pasqualini auf, der die Architektur des Schlosses maßgeblich geprägt hatte. Das Schloss brannte später im Jahr 1872 ab und wurde danach abgebrochen. Der stehengebliebene Schlossturm, das Wahrzeichen Düsseldorfs, zeigt im Rundbogenstil des obersten Geschosses heute noch Wiegmanns Handschrift.
1846 zog er mit seiner Familie und den beiden Kindern Klara und Arnold in das von ihm 1840 erbaute Haus in der Pfannenschoppenstraße 32 (jetzt Klosterstraße) ein.
1848 regten Johann Peter Hasenclever, Carl Wilhelm Hübner, Emanuel Leutze, Adolph Schroedter und Rudolf Wiegmann vergeblich die Gründung einer neuen Rheinisch-Westfälischen Akademie an. Wiegmann engagierte sich auch im Komitee der Bürgerschaft der Provinzial-Gewerbe-Ausstellung für Rheinland und Westphalen, welche vom 15. Juli bis 1. Oktober 1852 im Ständehaus stattfand.
Wolfgang Müller von Königswinter bezeichnete Rudolf Wiegmann 1854 als einen geschätzten Kunstschriftsteller und einen dem Rufe nach in der Wissenschaft vielbewanderten Kenner der Baukunst.

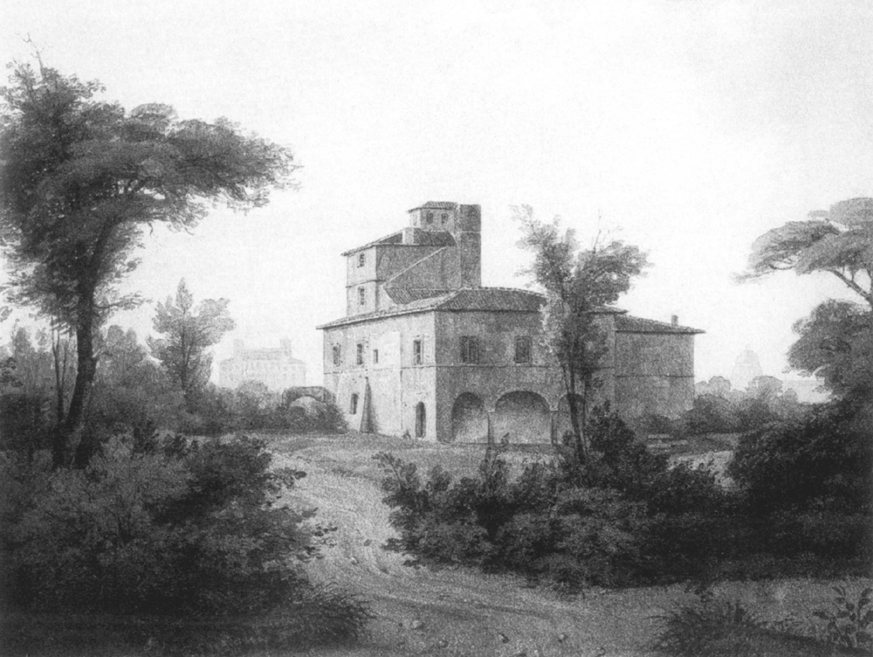
Villa in der Nähe von Rom: Villa Raffael, auch Villa Olgiati genannt, im Garten der Villa Borghese, vom Norden gesehen. Links ist die Villa Medici und rechts die Kuppel der Kirche S. Carlo al Corso in der Via del Corso zu sehen. Die Villa Raffael wurde 1849 während der französischen Belagerung zerstört.

Wegen seiner Anstellung in der Kunstakademie Düsseldorf und in dem Kunstverein für die Rheinlande und Westfalen war Rudolf Wiegmann auf das Wohlergehen dieser beiden Institutionen angewiesen, die beide zunächst eine Blütezeit erlebten, die die Düsseldorfer Malerschule hervorbrachte und förderte, die später aber in eine Konkurrenzsituation zu neugebildeten privaten Ausbildungsstätten, Künstlervereinigungen und Kunstausstellungen in Düsseldorf kamen, in den Sog der Münchner Schule und der anderen deutschen Künstlerkolonien gerieten und dabei ihre Macht und ihr Monopol verloren.
Ausschlaggebende Gründe für den Niedergang waren die gegen freie Künstler gerichtete ministerielle und akademische Interessenlage, die Zulassungsbeschränkungen für die Aufnahme von Studierenden in die dritte Klasse der Kunstakademie Düsseldorf und die gegen die freien Künstler gerichtete Zulassungsbeschränkungen bei dem Ankauf und der Beschickung von Bildern zu den Ausstellungen des Düsseldorfer Kunstvereins und der Berliner akademischen Kunstausstellung. Diese Situation führte zwischen den in der Kunstakademie Düsseldorf und in dem Kunstverein für die Rheinlande und Westfalen vertretenen akademischen Künstlern einerseits und den freien Künstlern in den anderen Künstlervereinigungen andererseits zu einer starken Polarisierung. Der weitgehend von den akademischen Künstlern beherrschte Kunstverein für die Rheinlande und Westfalen förderte ebenso wie die Kunstakademie Düsseldorf die dem Staat genehme Kunst, vor allem die idealistische und religiöse Historienmalerei.
Der 1844 gegründete Verein der Düsseldorfer Künstler zur gegenseitigen Unterstützung und Hilfe und der 1848 gegründete Künstlerverein Malkasten, dem Rudolf Wiegmann in den Jahren 1851–1853 und 1859–1865 angehörte, wurden zu Organisationen der von der Kunstakademie Düsseldorf unabhängigen freien Künstler, denen der Kunsthändler Eduard Schulte 1850 eine ständige Kunstausstellung und einen eigenen Zugang zum Kunstmarkt ermöglichte. Die in beiden Künstlervereinen organisierten freien Künstler warfen dem Kunstverein für die Rheinlande und Westfalen in seiner Generalversammlung im Jahr 1856 in heftiger Weise ihre Benachteiligung beim Ankauf von Bildern und beim Beschicken der Berliner akademischen Kunstausstellung vor und forderten, dass mehr Kunstwerke als bisher zur Versteigerung unter den Aktionären des Vereins angekauft werden sollten und dass deshalb die Finanzierung von Projekten für die öffentliche Hand eingeschränkt werden müsse.
In den nächsten Jahren wurden von der Opposition des Verwaltungsrates auch die angeblich zu hohen Kosten des von Rudolf Wiegmann herausgegebenen Correspondenz-Blattes kritisiert. Bei der Generalversammlung des Kunstvereins für die Rheinlande und Westfalen am 5. August 1864 kam es zu tumultartigen Zuständen. Nachdem Rudolf Wiegmann das Protokoll dieser Generalversammlung bekannt gegeben hatte, legten neun Aktionäre ein Gegenprotokoll vor, das Rudolf Wiegmann in der Nr. 1 des Correspondenz-Blattes von 1864/65 veröffentlichen musste.
In seiner Tätigkeit als Sekretär wurde Rudolf Wiegmann später in einer so heftigen Weise angegriffen, dass er, wie Eduard Daelen in der ADB schrieb, „durch den Ärger darüber die Schwindsucht bekam, sein Amt niederlegte und bald darauf starb.“
Nach seinem Tod an seinem 61. Geburtstag, dem 17. April 1865, nahm seine Witwe noch im selben Jahr eine Pflegetochter auf, Auguste Bettauer, genannt Else Wiegmann. Sein Sohn Arnold fiel am 6. August 1870 in der Schlacht bei Spichern. Im Jahr 1893 starb seine Frau nach kurzer Krankheit in der Pfannenschoppenstr. 32.

## Ehrungen
- 1857: Das Royal Institute of British Architects ernennt ihn zum Ehrenmitglied und Korrespondenten.

## Hauptwerke

### Architektur

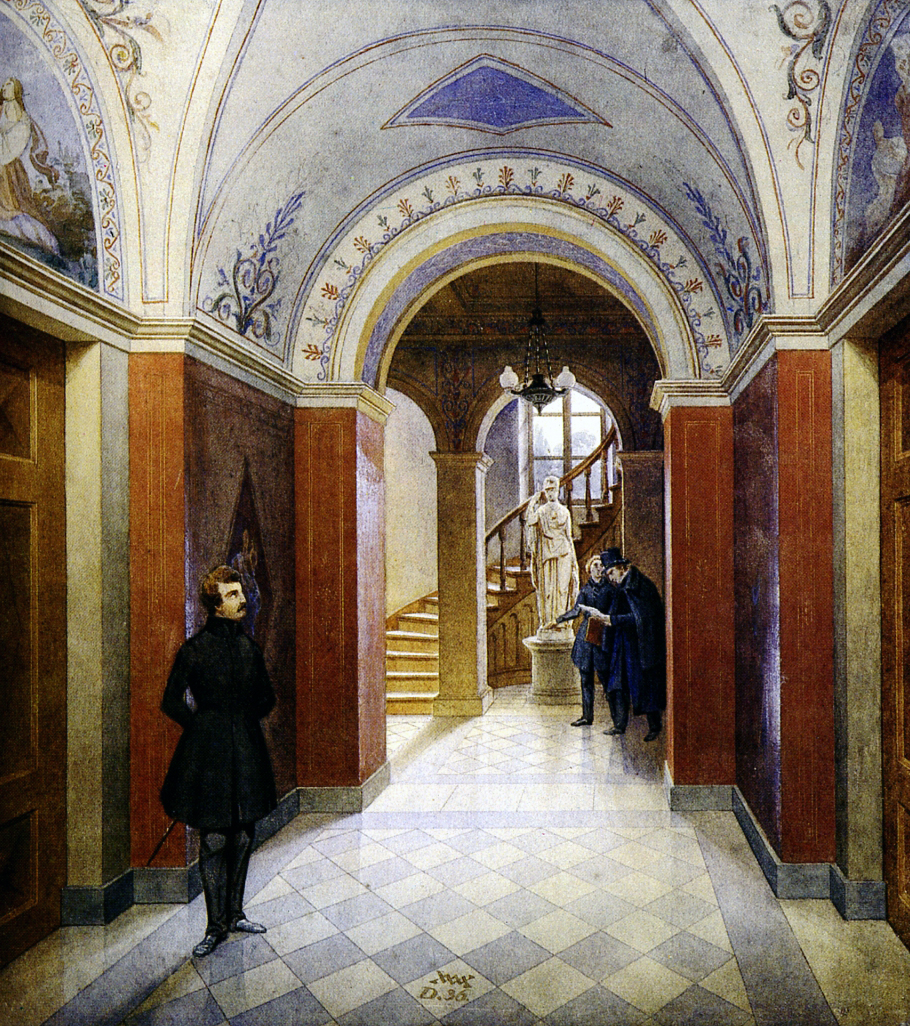
Flur im Wohnhaus von Friedrich Wilhelm von Schadow. Aquarell von Rudolf Wiegmann 1836. Im Vordergrund Rudolf Wiegmann, der das Wohnhaus 1838 fertigstellte, im Hintergrund Friedrich Wilhelm von Schadow mit einem Besucher.

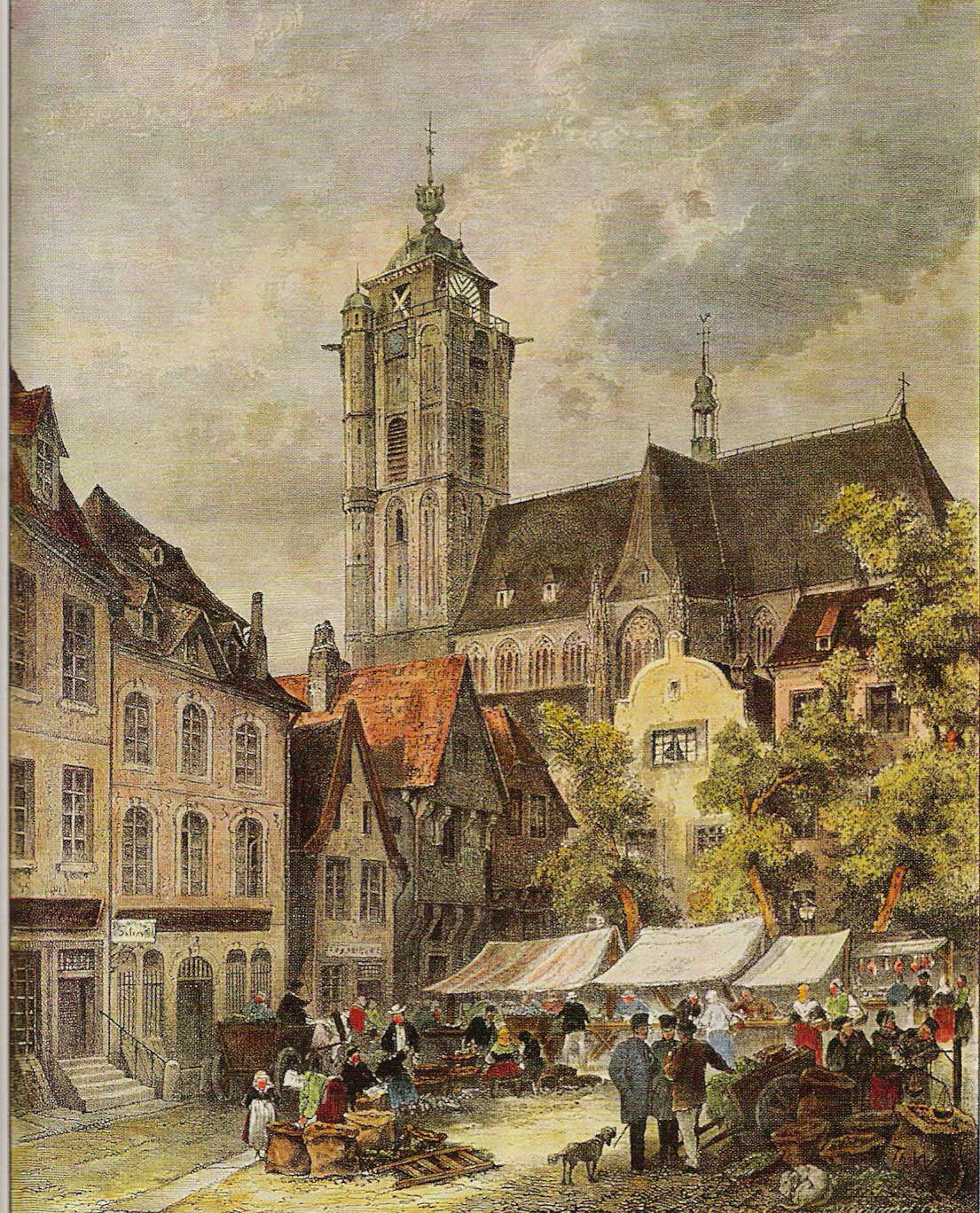
Theodor Weber: Die Salvatorkirche in Duisburg 1850

- Ca. 1835 Hannover: Überbau eines Grabgewölbes für den Lederfabrikanten Johann Ludwig Söhlmann auf dem St. Nikolai-Friedhof (Siehe Abbildung).
- 1836–1838 Düsseldorf: Wohnhaus von Wilhelm von Schadow (später von Andreas Achenbach) in der Schadowstraße 54 (früherer Name: Flinger Steinweg). Das Wohnhaus besteht nicht mehr. Lavierte Federzeichnungen mit Entwürfen um 1836 (Stadtmuseum Düsseldorf). Aquarell 1836 Flur im Schadowhaus (Stadtmuseum Düsseldorf). Foto dieses Eckhauses um 1900 bei Klaus Pfeffer: Spätklassizismus in Düsseldorf. Lintz Verlag, Düsseldorf 1962 (Enthalten auch in: Düsseldorfer Jahrbuch. Bd. 51, 1963, Abb. 83). Entwurf für den später nicht ausgeführten Bau des Nachbarhauses Hausnummer 56 (Stadtmuseum Düsseldorf). Eine Zeichnung beider Häuserfronten und Grundrisse findet sich bei Klaus Pfeffer: Spätklassizismus in Düsseldorf. Lintz Verlag, Düsseldorf 1962 (Enthalten auch in: Düsseldorfer Jahrbuch. Bd. 51, 1963, Fig. 39, S. 135).
- 1838 Remagen: Entwürfe für den Bau der Apollinariskirche auf dem Apollinarisberg oberhalb der Stadt Remagen. Erhalten blieben nur die Bauzeichnungen (Archiv der Familie Fürstenberg-Stammheim: AFSt Pläne 30,65 – 30,67).
- 1840 Düsseldorf: Freistehendes Doppelhaus für Karl Ferdinand Sohn und Johann Wilhelm Schirmer (später von Jul. Röting) in der Klosterstraße 23–25 (vor 1870: Pfannenschoppenstraße). Das Doppelhaus besteht nicht mehr. Die Einweihung des Hauses von Karl Ferdinand Sohn erfolgte am 31. Dezember 1844, dabei trug Rudolf Wiegmann ein Gedicht vor. Dieses Haus hatte eine in Freskotechnik bemalte Fassade. Farbige Zeichnung des Sohn’schen Hauses, die 1843 datiert ist (Stadtmuseum Düsseldorf).
- um 1840 Düsseldorf: Eigenes Wohnhaus Klosterstr. 32 (vor 1870: Pfannenschoppenstraße). Eine Zeichnung der Häuserfront und des Grundrisses findet sich bei Klaus Pfeffer: Spätklassizismus in Düsseldorf. Lintz Verlag, Düsseldorf 1962 (Enthalten auch in: Düsseldorfer Jahrbuch. Bd. 51, 1963, Fig. 40, S. 137).
- vor 1841 Godesberg: ein Gebäude, das 1841 in Wiegmanns Schriftverkehr mit dem Duisburger Presbyterium erwähnt wird.
- um 1839–1842 Düsseldorf-Lohausen: Neuromanische Gedächtniskapelle des Grafen Franz von Spee[15] in Lohausen an der Niederrheinstraße und weitere Baumaßnahmen für die Grafen Spee (Klaus Pfeffer vermutet, dass die Neuausstattung der Kapelle auf Schloss Heltorf 1854 in romanisierenden Formen dazugehört).
- 1842–1852 Duisburg: Renovierung der Salvatorkirche in spätgotischem Stil. (Siehe Abbildung).
- 1845 Düsseldorf: Wiederaufbau des Nordflügels des Düsseldorfer Schlosses und Umbau des ursprünglich gotischen Schlossturms in einen italienischen Renaissancebau. Das Schloss brannte 1872 ab und wurde mit Ausnahme des Turmes abgebrochen. Der Schlossturm ist heute das Wahrzeichen der Stadt Düsseldorf. Wiegmanns Grundrisspläne für den Schlossumbau liegen im Düsseldorfer Stadtmuseum, seine Schnitt- und Ansichtspläne sind nicht mehr erhalten.
- Düsseldorf: Umbau des Ständehauses am Burgplatz in einen italienischen Renaissancebau. Das Ständehaus brannte später ab, wurde abgerissen und an der Ständehausstraße durch einen Neubau ersetzt.
- 1846–1848 Essen-Kettwig: Villa Julius und Julie Scheidt im Stil der Neorenaissance, Ruhrstraße 91 (früher: 82). Das Gebäude war Teil eines Ensembles von drei Villen der Familie Scheidt, die nach mündlicher Überlieferung durch einen unterirdischen Gang miteinander verbunden waren. Die Villa wurde bei der Scheidschen Fabrik über Terrassen und hängenden Gärten oberhalb der Ruhr gebaut. Seit 1958 gehört die Villa Scheidt der katholischen Kirchengemeinde St. Peter. Nach einem Brand im Jahr 2000 wurde die Villa umgebaut, um neue Fluchtwege aus dem Gebäude zu schaffen. In dem Gebäude befinden sich ein Kindergarten und eine Wohngruppe der katholischen Kirchengemeinde St. Peter.
- 1851 Düsseldorf: Entwurf für ein Haus auf dem Flinger Steinweg (später Schadowstraße), das nicht gebaut wurde (Stadtmuseum Düsseldorf).
- 1854 Düsseldorf: Entwurf für ein freistehendes Eckhaus, das nicht gebaut wurde (Stadtmuseum Düsseldorf).
- vor 1856 Düsseldorf: Umbau des Palais des Prinzen von Croy (später Divisionskommandogebäude) in der Jägerhofstraße 5.
- 1857 Düsseldorf: Wohnhaus des Rentier Carl Josef Henoumont (1802–1869), Vater des Dichters Edmund Henoumont, in der Wasserstraße 6.[16] Eine Zeichnung der Häuserfront und des Grundrisses findet sich bei Klaus Pfeffer: Spätklassizismus in Düsseldorf. Lintz Verlag, Düsseldorf 1962 (Enthalten auch in: Düsseldorfer Jahrbuch. Bd. 51, 1963, Fig. 41, S. 139).
- Düsseldorf: Gräflich Herzberg’sches Haus in den Anlagen am Teich Schwanenspiegel.
- 1860 Düsseldorf: Entwürfe für verschiedene Wohnhäuser in Düsseldorf (Düsseldorfer Stadtmuseum).
- 1863/1864 Düsseldorf: Zwei Entwürfe für eine nicht gebaute städtische Gemäldegalerie am nordwestlichen Ende der Elberfelder Straße an Stelle der alten Vagedes’schen Zollhäuser (Düsseldorfer Stadtmuseum).
- Dülmen: Bauten für den Herzog von Croy.
- Braunfels: Bauten für den Fürsten Solms.

### Möbelentwurf
- 1856 Bleistiftentwurf des Fußgestells zu einem Kalvarienberg für Veerdt (Stadtmuseum Düsseldorf)

Rudolf Wiegmann hat viele Entwürfe zu Möbeln im Renaissancestil angefertigt.

### Bühnenbild für Inszenierungen von Karl Immermann
- 1834–1837 Bühnenbildentwurf in Aquarell für die Immermannbühne zu Calderons Schauspiel La hija del aire, 1653 (dt. Die Tochter der Luft, 1821), 5. Akt (Stadtmuseum Düsseldorf). Es zeigt eine phantastische Stadtsilhouette mit Stufenpyramiden und Terrassengärten.
- 1840 Bühnenbild für die Hamlet-Inszenierung von Carl Leberecht Immermann am 29. Februar 1840 im Stadttheater Düsseldorf.
- Kurt Karl Eberlein: Die Düsseldorfer Malerschule und Immermanns Musterbühne. In: Wallraf-Richartz-Jahrbuch. Hrsg. im Auftr. der Freunde des Wallraf-Richartz-Museums und des Museums Ludwig e. V., Köln. IX, 1936, S. 228–236.

### Ölgemälde
- 1832 Paestum. Zum Zeitpunkt 1932 in der Sammlung der Familie Blumenbach, Hannover. Wegen fehlenden Angaben ist die Zuordnung zum Oelgemälde ungewiss.
- 1833 Das Kolosseum in Rom (verkauft an Frau Regierungsrat Blumenbach, 1932 in der Sammlung Familie Blumenbach, Hannover).
- 1833 Die Engelsburg mit der Engelsbrücke in Rom (verkauft an den Herzog von Cambridge)
- 1834 Die via sacra in Rom (gemalt für den Kunstverein Hannover, wahrscheinlich wurde es dort unter den Aktionären verlost).
- 1834 Rom, Aussicht auf den Tiber nach Süden mit dem Kastell S. Angelo und der Basilika St. Peter (683 × 990 mm, erzielte am 10. Juli 2003 bei Sotheby’s in London 100.000 Pfund).
- 1835 Rom, Kolosseum und Forum Romanum (690 × 1000 mm, zuletzt verkauft am 13. Dezember 2001)
- 1836 Die Aussicht aus den Loggien des Vatikans über die Stadt Rom (verkauft an Graf von Wangenheim in Hannover).
- 1840 Der alte Wasserturm in Hannover, Öl auf Papier, auf Pappe aufgezogen, 193 × 153 mm (Niedersächsisches Landesmuseum Hannover, dort seit 1875).
- 1841 (bezahlt) Der Marktplatz in Hannover, mit Staffage von Jacob Becker (verkauft an Phil. Graeven in Bremen).
- 1842 Der Kreuzgang des Münsters zu Bonn (gemalt für den Kunstverein Hannover, dort verlost?).
- 1843 Blick vom Monte Palatino auf das Kolosseum in Rom (verkauft an den Herzog von Ratibor).
- 1843/44 Blick von den farnesischen Gärten auf das Kolosseum (1844 in der Berliner Akademie-Ausstellung zum Verkauf angeboten).
- 1845 Das Innere der St. Marcuskirche in Venedig (verkauft an Frau Dr. Crusius in Leipzig).
- 1845 Der Kreuzgang zu St. Maria im Kapitol zu Köln, Öl auf Holz, 195 × 155 mm (Niedersächsisches Landesmuseum Hannover, 1917 erworben, Inv. PNM 396).[17]
- 1847 Blick vom Monte Palatino auf das Kolosseum in Rom (Zweitfassung gemalt für den Kunstverein Stettin, dort verlost?).
- Der Aquädukt in der römischen Campagna.

### Lithographie
- 1826 (oder später) St. Nicolai-Capelle vor Hannover (im Jahr 1825) (anderer Titel: Der Nikolaifriedhof). 187 × 269 mm, signiert MW übereinander, Druck: Giere’sche Hof-Steindruckerei Hannover. Verlag der C. Schraderschen Hof-Kunsthandlung, Hannover. Mit Blindstempel (Vorzeichnung datiert 1826).
- 1834 Das neue Tor in Hannover. Zum Zeitpunkt 1932 in der Sammlung der Familie Blumenbach, Hannover. Wegen fehlenden Angaben ist die Zuordnung zur Lithographie ungewiss.
- 1834 Der Marktplatz zu Hannover. 187 × 271 mm, Signatur in der Platte: RW (18) 34, Druck: Giere’sche Hof-Steindruckerei Hannover. (Kolorierte Lithografie: Historisches Museum Hannover) Anderer Name: Blick von der Kramerstraße auf den Marktplatz, kolorierte Lithographie von Rudolf Wiegmann. 18,7 × 27,1 cm.
- 1834 Das Schloss zu Herrenhausen. 194 × 273 mm, Sign. RW 34. Anderer Name: Das Herrenhäuser Schloss. Kolorierte Lithographie von Rudolf Wiegmann. 19 × 27,1 cm.

- 1835/36 Umschlag und sechs Ansichten von Hannover im Album von Hannover, gez. u. lith. von R. Wiegmann, Roy. Fol., gedruckt in der Giere’schen Hof-Steindruckerei Hannover, Verlag der Schraderschen Hof-Kunsthandlung, Hannover 1835/36 (Leipzig, Rud. Weigel). (Universitäts- und Landesbibliothek Sachsen-Anhalt in Halle, Signatur AB 170055.) Der Umschlag für die Einzelblätter zeigt eine Lithographie (15 × 9,5 cm) des gotischen Portals der Aegidienkirche rechts mit der Inschrift „Vor der Delomition MW 35“. Das Album enthält 6 Lithographien (Blatt 37 × 26,5 cm, Bild 18,2 × 14,5 cm bis 16 × 13 cm, sign. MW übereinander, auch Blindstempel.):
  - Das Zeughaus (Ehemals Beguinenkloster) von Westen (mit Beginenturm)
  - Die Aegidii Kirche und die alte Canzlei (Chor und Osterstraße)
  - Marktkirche (Sct Georgii und Jacobi): Innenansicht mit Personen
  - Kirche zum Heil(igen): Kreuz (Chor)
  - Der Wasserthurm (mit zwei Kindern)
  - Das Armenhaus (1682 gegenüber der Marstallbrücke erbaut, zuvor London-Schenke in der Neustadt an der Neuenstraße, erbaut 1682 gegenüber von der Marstallbrücke, ab 1824 Armenhaus) 15,8 × 12,9 cm (Historisches Museum am Hohen Ufer, Hannover)

### Kupferstich
- Der alte Tobias und Hanna, oder die Eltern des Tobias in Betrübnis (Zwei verschiedene Fassungen nach Johann Friedrich Overbeck). Düsseldorf (Verlag von Julius Buddeus) und Paris (Rittner&Goupil). Gedruckt in der Kupferdruckerei der Königl. Kunst-Academie zu Düsseldorf von C. Schulgen-Bettendorff. (Museum Kunstpalast Düsseldorf, Kupferstichkabinett der Hamburger Kunsthalle Inv.-Nr. 17367).

### Radierung
- Altes Gebäude mit Kapelle am Wasser (auch Wasserburg genannt) für das Album deutscher Künstler. F. A. Buddeus, Düsseldorf 1839 ff.; Größe: Blatt 37,9 × 27,2 cm, Druckplatte 28,2 × 21,1 cm, Darstellung 22,1 × 18,4 cm. Davon bestehen zwei verschiedene Abdrücke. (Oldenburger Kunstverein, Inv.-Nr. OKV 652. Kupferstichkabinett der Hamburger Kunsthalle Inv.-Nr. 17366. Kupferstichkabinett der Staatlichen Kunstsammlungen Dresden Inv.-Nr. Andresen II pag. 137)
  - desgleichen eine Neufassung mit verändertem Namen: Eine Ruine 1841, Originalradierung in: Joseph von Führich:  Album deutscher Künstler in Originalradirungen. Buddeus, Düsseldorf 1841, urn:nbn:de:hbz:061:2-1080, Digitalisierte Ausgabe der Universitäts- und Landesbibliothek Düsseldorf, S. 41.

Falsche Zuweisung:
- Liebesgruppe, um 1860, Aquatintaradierung, 22 × 17 cm wird Rudolf Wiegmann fälschlich zugewiesen. Die Signatur zeigt dort R. Wegmann und unterscheidet sich erheblich von der Signatur von Rudolf Wiegmann (beispielsweise in dessen Aquarell Datei:Vue du forum de Rome by Rudolf Wiegmann 1834.jpg).

### Zeichnung
- 1828–1832 Via Cupa in der Nähe von Rom (213 × 280 mm).
- 1830 August Wilhelm Ferdinand Schirmer (207 × 133 mm) im Kupferstichkabinett der Staatlichen Museen zu Berlin.
- 1831 Pompeji, der Jupitertempel an der Via Stabiana. Originalbezeichnung: Il tempio di Giove a Pompei li 15 Settembre 31 (290 × 355 mm).
- 1831 Verlassen von seinen Göttern liegt Pompeji (290 × 335 mm).
- 1831 Ostia (190 × 313 mm, zuletzt verkauft am 29. Mai 2001 und 4. Juni 2002).

- 1832 Markusplatz in Venedig (240 × 340 mm, zuletzt verkauft am 4. Dezember 1997).
- 1832 La Piazetta a Venezia, Bleistift/vellum, Zeichnung-Aquarell, (245 × 360 mm, ehemals im Kupferstichkabinett Dresden bis zur Restitution an den rechtmäßigen Eigentümer am 13. Januar 1991, verso mit dem Stempel Lugt 693 b. Verkauft am 4. Dezember 1997 und am 11. Juni 2010).
- Um 1834 Aussicht aus den Logen des Vatikans in Rom (SLUB / Deutsche Fotothek).
- 1833 (4. Oktober) Der Pferdeturm bei Hannover (Niedersächsisches Landesmuseum Hannover).
- 1835 Das Neue Tor Bleistiftzeichnung.
- Die Porta del Popolo und St. Peter in Rom von der Villa Borghese aus (280 × 400 mm, zuletzt verkauft am 29. Mai 2001).
- um 1850 Groß St. Martin (Kölnisches Stadtmuseum).
- 1860 Entwürfe für den Düsseldorfer Künstlerverein Malkasten (Düsseldorfer Stadtmuseum).

### Aquarell
- 1830 Entwurf für einen öffentlichen Brunnen (Stadtmuseum Düsseldorf)
- 1831 Maler in antiker Ruinenlandschaft (250 × 350 mm, zuletzt verkauft am 29. Mai 2001)
- 1832 Römische Ruinen (125 × 175 mm, zuletzt verkauft am 21. Mai 2000)
- 1832 Blick auf das Forum in Rom (125 × 175 mm, zuletzt verkauft am 4. Dezember 1999)
- 1835 Das Grab des Lederfabrikanten Johann Ludwig Soehlmann auf dem St.-Nicolai-Kirchhof in Hannover (Sammlung „Andenken meiner Zeitgenossen“ des Bernhard Hausmann im Herzog Anton Ulrich-Museum Braunschweig ZL-Nr. 96/7213)
- 1835 Stechbahn mit Blick auf das Celler Schloss (Bomann-Museum Celle)
- 1836  Neapel (Sammlung „Andenken meiner Zeitgenossen“ des Bernhard Hausmann im Herzog Anton Ulrich-Museum Braunschweig ZL-Nr. 96/7214)
- 1847 Entwurf zu einem Denkmal für den seligen Gartendirektor Weyhe im Hofgarten zu errichten (Stadtmuseum Düsseldorf Nr. C 5148)
- Veduta Della Valle Del Colosseo (Aquarell auf Karton, 380 × 540 mm, zuletzt verkauft am 30. Januar 2012)
- Villa in der Nähe von Rom (165 × 200 mm, zuletzt verkauft am 13. Dezember 2001)
- Die Tiberinsel in Rom (235 × 320 mm, zuletzt verkauft am 18. April 2002)
- Der Waterlooplatz in Hannover mit Blick vom Neuen Tor aus mit vielen Bäumen im Vordergrund.
- St.-Nicolai-Friedhof, das Erbbegräbnis Johann Ludwig Soelmann bei Nacht
- Burgenlandschaft, im Vordergrund Klosteranlage. Sepiaaquarell über Bleistift, 22,5 × 30,5 cm, Rudolf Wiegmann zugeschrieben. Zuletzt verkauft: Auktion 111, Dezember 2011. Bild 2516. In: zeller.de. Auktionshaus Michael Zeller, Lindau im Bodensee, Dezember 2011, archiviert vom Original (nicht mehr online verfügbar) am 4. März 2016 (Abbildung).

### Gouache
- Zwischen Köberlingerstraße und Friedrichswall 1843. Original im Archiv des Historisches Museum am Hohen Ufer am Hohen Ufer, Hannover. Veröffentlichung: Franz Rudolf Zankl (Hrsg.): Hannover Archiv. Band 2: Das Stadtbild Hannover. Archiv-Verlag Braunschweig. Hochwertige Reproduktion mit Bilderklärung auf dem Blatt S65.

## Teilnahme an Ausstellungen
- 1834–1838 und später: Kunstverein Hannover
- 1844: 18. Kunstausstellung im Kunstverein Oldenburg
- 1844: Berliner Akademie-Ausstellung (Zum Verkauf angeboten wurde: Blick von den farnesischen Gärten auf das Kolosseum)
- 1845: Vierte Gemäldeausstellung Bremen
- 1863: Ausstellung neuer Ölgemälde Bremens

(Die Liste ist unvollständig)

## Meisterschüler von Rudolf Wiegmann
- Oswald Achenbach
- Ernst Anders
- Hugo Becker
- Georg Bleibtreu
- Bernhard Budde
- Lorenz Clasen
- August Eduard Schliecker
- Wilhelm Sohn
- John Robinson Tait